# Chirosia spinosissima
Chirosia spinosissima este o specie de muște din genul Chirosia, familia Anthomyiidae. A fost descrisă pentru prima dată de Malloch în anul 1919. Conform Catalogue of Life specia Chirosia spinosissima nu are subspecii cunoscute.